# Tennistoernooi van Estoril 2000
|                                     |  |                                    |
| Anke Huber, winnares bij de vrouwen |  | Carlos Moyá, winnaar bij de mannen |

Het tennistoernooi van Estoril van 2000 werd van 10 tot en met 16 april 2000 gespeeld op de gravel-buitenbanen van het Estádio Nacional in Oeiras, een voorstad van de Portugese hoofdstad Lissabon, nabij de plaats Estoril. De officiële naam van het toernooi was Estoril Open.
Het toernooi bestond uit twee delen:
- WTA-toernooi van Lissabon 2000, het toernooi voor de vrouwen
- ATP-toernooi van Estoril 2000, het toernooi voor de mannen

ATP-toernooi van Estoril‎/Oeiras – WTA-toernooi van Estoril/Oeiras‎

1999 · 
2000 · 
2001 · 
2002 · 
2003 · 
2004 · 
2005 · 
2006 · 
2007 · 
2008 ·
2009 ·
2010 ·
2011 · 
2012 · 
2013 · 
2014